# 馬歇爾 (伊利諾伊州)
馬歇爾（英語：Marshall）是一個位於美國伊利諾伊州克拉克縣的城市。根據2010年美國人口普查，該地人口為3933人，而該地的面積約為9.70平方千米。同時該地也是克拉克縣的縣治。

## 地理
馬歇爾的座標為39°23′34″N 87°41′37″W / 39.39278°N 87.69361°W，而該地的平均海拔高度為193米（即633英尺）。